# Discorsi alla nazione tedesca
I Discorsi alla nazione tedesca (tedesco: Reden an die deutsche Nation, 1808) sono un'opera politica del filosofo tedesco Johann Gottlieb Fichte, tra le più celebri. Si tratta di un libro di filosofia politica che sostiene il nazionalismo tedesco in reazione all'occupazione e alla sottomissione dei territori tedeschi da parte dell'Impero francese di Napoleone. Fichte evocava un senso di distinzione tedesca nella lingua, nella tradizione e nella letteratura che componevano l'identità comune di una Nazione, intesa come popolo.
I discorsi furono riuniti in quattordici interventi di Fichte tra il 15 dicembre 1807 al 20 marzo 1808 a Berlino, durante l'occupazione della città da parte delle truppe francesi, nel contesto delle guerre napoleoniche. In questo senso, i discorsi avevano lo scopo di risvegliare un sentimento nazionale e proporre la creazione di uno stato-nazione tedesco che sarebbe nato dalle rovine del Sacro Romano Impero. A causa della forte componente politica dell'opera, non è stato preso in considerazione il suo contenuto filosofico, che si compone di essenzialismo riguardo all'essere tedesco. Fichte dedicò il libro agli spagnoli, che a suo avviso erano stati un buon esempio di nazione con la rivolta del due di maggio del 1808 a Madrid.

### Ulteriori letture
- Gregory Moore (ed.), Fichte: discorsi alla nazione tedesca (Cambridge: Cambridge University Press, 2008).